# 圣克鲁什-杜多鲁
圣克鲁什-杜多鲁是葡萄牙波尔图区的一个堂区。总面积10.14平方公里，总人口1803人，人口密度177.8人/平方公里。